# Ferme d'Omalius
L'ancienne ferme d'Omalius ou maison d'Omalius est un bâtiment classé situé à Anthisnes en province de Liège (Belgique). 

## Localisation
La ferme d'Omalius est située dans le village condrusien d'Anthisnes, au no 2 de l'avenue de l'Abbaye et au clos d'Omalius. Elle jouxte l'ancienne ferme abbatiale Saint-Laurent alors que l'avouerie d'Anthisnes se trouve à une centaine de mètres.

## Historique
La ferme est une possession de l'abbaye de Waulsort au XVe siècle tenue par Jean Baré. Elle appartient ensuite à  W. Brifoz, seigneur de Villers-aux-Tours à la fin du XVIe siècle. En 1651, les bâtiments deviennent la propriété de Jean-Baptiste de Nuvolara, capitaine de l'armée espagnole. Sa fille épousa Jean d'Omalius, greffier à la haute cour de Liège et la ferme resta dans cette dernière famille pendant deux siècles. La ferme est entièrement reconstruite à partir du XVIIe siècle.
À la fin du XXe siècle, une partie des bâtiments tombait en ruine. La ferme d’Omalius est alors rachetée en 1999 par l’Institut du Patrimoine wallon, aujourd’hui renommé Agence wallonne du Patrimoine. L'ensemble est complètement restauré dans les années 2010. Depuis mars 2018, une aile de la ferme abrite l'administration communale et le CPAS d'Anthisnes alors que les autres ailes sont transformées en habitations.

## Description
Cette ferme en carré bâtie en moellons de pierre calcaire possède une cour intérieure partiellement pavée d'environ 700 m2. La ferme comprenait une double habitation, des granges, des écuries, des étables ainsi que le corps de logis. Deux larges tours carrées surmontent le bâtiment aux angles sud et est. À droite du portail d'entrée, un perron composé de pilastres à refends mène à l'ancien jardin entouré de hauts murs.

## Classement
Sont classées depuis 1995 : les parties suivantes de la ferme, à savoir : - l'ensemble des bâtiments (façades et toitures) à l'exception du logis au centre de l'aile nord et des annexes agricoles en appendice aux ailes est et sud ; - le pavage de la cour ; - le perron du jardin; - les étables (intérieur et extérieur); - la cheminée style Renaissance située dans le logis de l'entrée de la ferme.

### Sources et liens externes
- Inventaire du patrimoine de la région wallonne